# 海克·辛格
海克·辛格（德語：Heike Singer，1964年7月14日—），德国女子皮划艇运动员。她曾代表东德参加1988年夏季奥林匹克运动会皮划艇比赛，获得女子四人皮艇500米金牌。